# Poolbillard-Jugendeuropameisterschaft
Die Poolbillard-Jugendeuropameisterschaft (offiziell: European Youth Championship) ist ein von der European Pocket Billiard Federation ausgetragenes Poolbillard-Turnier zur Ermittlung der Europameister der Disziplinen 8-Ball, 9-Ball, 10-Ball und 14/1 endlos in den Kategorien Junioren, Mädchen und Schüler sowie der Junioren- und Schüler-Mannschaften.
Die 10-Ball-Wettbewerbe werden erst seit 2010 ausgetragen.

## Statistik

### Junioren
| Jahr | Austragungsort | 14/1 endlos         | 14/1 endlos         | 8-Ball              | 8-Ball              | 9-Ball               | 9-Ball                 | 10-Ball             | 10-Ball        |
| Jahr | Austragungsort | Sieger              | Finalist            | Sieger              | Finalist            | Sieger               | Finalist               | Sieger              | Finalist       |
| ---- | -------------- | ------------------- | ------------------- | ------------------- | ------------------- | -------------------- | ---------------------- | ------------------- | -------------- |
| 1981 | Bern           | Bengt Pedersen      | Bjørn L’Orange      | Christer Lofstrand  | Thomas Schröder     |                      |                        |                     |                |
| 1982 | Göteborg       | Rüdiger Jesse       | M. Berg             | Christer Lofstrand  | Norbert Lang        |                      |                        |                     |                |
| 1983 | Valkenburg     | Tom Storm           | Norbert Lang        | Christer Lofstrand  | H. Kalita           |                      |                        |                     |                |
| 1984 | London         | Norbert Lang        | Tom Storm           | Oliver Ortmann      | Per Anda            |                      |                        |                     |                |
| 1985 | St. Johann     | Thomas Engert       | J. Hedman           | J. Lundquist        | Rolf Alex           | Palle Magnusson      | Ralf Souquet           |                     |                |
| 1986 | Oslo           | Ralf Souquet        | C. Lakey            | Per Erlander        | J. Lundquist        | Tomas Larsson        | Tomy Eriksson          |                     |                |
| 1987 | Stolberg       | Ralf Souquet        | Marco Schachner     | Klaus Zobrekis      | N. Johannesson      | Paul Hultgren        | Andreas Vondenhoff     |                     |                |
| 1988 | Stockholm      | Ralf Souquet        | Marco Schachner     | Klaus Zobrekis      | Ullrich Schnell     | Paul Hultgren        | Jürgen Bittner         |                     |                |
| 1989 | Schaan         | Werner Duregger     | Tomas Larsson       | Marco Schachner     | A. Napetschnig      | Palle Lindgren       | A. Gordon              |                     |                |
| 1990 | Innsbruck      | Vegar Kristiansen   | Tomas Larsson       | Bernd Jahnke        | Marco Schachner     | Dirk Bastin          | Thomas Mehtala         |                     |                |
| 1991 | Leningrad      | Samuel Clemann      | Thomas Mehtala      | Bernd Jahnke        | T. Ragossnig        | Dirk Bastin          | R. Vorburger           |                     |                |
| 1992 | Janköping      | Thomas Mehtala      | Alexander Wanner    | Bernd Jahnke        | R. Lackner          | Sascha Specchia      | A. Ettelin             |                     |                |
| 1993 | Altach         | Andreas Roschkowsky | Jørn Kjølaas        | Georg Höberl        | Georg Rösl          | Michael Schwendinger | Dirk Bastin            |                     |                |
| 1994 | Heerlen        | Jørn Kjølaas        | Alexander Scholz    | Stian Bergersen     | Sascha Ertl         | Alexander Dremsizis  | T. Juric               |                     |                |
| 1995 | Luxemburg      | Marc Holtz          | B. Bardsen          | Stian Bergersen     | T. Joukainen        | Alexander Dremsizis  | Alexander Scholz       |                     |                |
| 1996 | Fürth          | Thorsten Hohmann    | Marc Holtz          | Thorsten Hohmann    | Andreas Himmelbauer | Marc Holtz           | Christian Götemann     |                     |                |
| 1997 | Helsinki       | Thorsten Hohmann    | Mick Hill           | Thorsten Hohmann    | Radosław Babica     | Thomas Seiffert      | Dirk Reder             |                     |                |
| 1998 | Enschede       | Thomas Seiffert     | Thomas Jømne        | George Topalidis    | Pawel Rogalski      | Thomas Palmquist     | Martin Gould           |                     |                |
| 1999 | Kielce         | Christian Weigoni   | Nikos Ekonomopoulos | John Vassalos       | Nikos Ekonomopoulos | Christian Weigoni    | John Vassalos          |                     |                |
| 2000 | Kiew           | Brian Naithani      | Nikos Ekonomopoulos | Nikos Ekonomopoulos | Dimitri Jungo       | John Vassalos        | Martin Larsen          |                     |                |
| 2001 | Komárno        | Erik Weiselius      | Konstantin Stepanow | Erik Weiselius      | Lambros Vrakas      | Vilmos Földes        | Nick Conradi           |                     |                |
| 2002 | Willingen      | Tomasz Kapłan       | Erik Weiselius      | Erik Weiselius      | Tomasz Kapłan       | Mateusz Śniegocki    | Vilmos Földes          |                     |                |
| 2003 | Harkány        | Mariusz Grech       | Markus Hofer        | Nicolas Ottermann   | Tero Pekonen        | Vitaly Shualev       | Szymon Majoch          |                     |                |
| 2004 | Willingen      | Nicolas Ottermann   | Kevin Becker        | Nicolas Ottermann   | Kevin Becker        | Bahram Lotfy         | Hubert Łopotko         |                     |                |
| 2005 | Kirchberg      | Adam Skoneczny      | Hubert Łopotko      | Johannes Kauhanen   | Rene Fink           | Thomas Lüttich       | Abbas al-Marayati      |                     |                |
| 2006 | Kiew           | Mathew Lawrenson    | Roy Gerards         | Petri Makkonen      | Pontus Lagerkvist   | Michał Czarnecki     | Petri Makkonen         |                     |                |
| 2007 | Willingen      | Albin Ouschan       | Nico Wehner         | Nico Wehner         | Jewhen Nowossad     | Stefan Nölle         | Thomas Ainsworth Smith |                     |                |
| 2008 | Willingen      | Stefan Nölle        | Dominic Jentsch     | Maximilian Lechner  | Roman Prutschai     | Phil Burford         | Bartosz Rozwadowski    |                     |                |
| 2009 | Bad Wildungen  | Ruslan Tschinachow  | Dominic Jentsch     | Roman Prutschai     | Jürgen Jenisy       | Roman Prutschai      | Francisco Sánchez      |                     |                |
| 2010 | Leende         | Manuel Ederer       | Ruslan Tschinachow  | Jim Chawki          | Manuel Ederer       | Manuel Ederer        | Kristoffer Mindrebøe   | Ruslan Tschinachow  | Steffen Wolff  |
| 2011 | Luxemburg      | Bence Varga         | Marc Bijsterbosch   | Lars Kuckherm       | Wojciech Szewczyk   | Wojciech Szewczyk    | Lars Kuckherm          | Jim Chawki          | Alain Da Costa |
| 2012 | Brandenburg    | Finn Eschment       | Jan-Henrik Wolf     | Moritz Lauwereyns   | Berk Mehmetcik      | José Delgado         | Andrei Seroschtan      | José Delgado        | Tobias Bongers |
| 2013 | Sarajevo       | Sebastian Batkowski | Tobias Bongers      | Daniel Tångudd      | Andrei Seroschtan   | Andrei Seroschtan    | Daniel Schneider       | Nino Andreuzzi      | Daniel Tångudd |
| 2014 | Portorož       | Joshua Filler       | Spassian Spassow    | Raphael Wahl        | Pijus Labutis       | Raphael Wahl         | Patryk Statkiewicz     | Joshua Filler       | Daniel Tångudd |
| 2015 | St. Johann     | Maxim Dudanez       | Michael Schneider   | Pascal Bruckmann    | Maxim Dudanez       | Krystian Cwikla      | Andreas Madsen         | Witalij Pazura      | Sergei Luzker  |
| 2016 | Tirana         | Patrick Hofmann     | Maxim Dudanez       | Patrick Hofmann     | Daniel Macioł       | Patrick Hofmann      | Maxim Dudanez          | Maxim Dudanez       | Daniel Macioł  |
| 2017 | Leende         | Kevin Schiller      | Mark Mägi           | Fjodor Gorst        | Daniel Macioł       | Jan van Lierop       | Fjodor Gorst           | Patrick Hofmann     | Aleksa Pecelj  |
| 2018 | Veldhoven      | Wiktor Zieliński    | Ilia Nekleenov      | Christian Fröhlich  | Alen Salic          | Sanjin Pehlivanović  | Christian Fröhlich     | Wiktor Zieliński    | Mustafa Alnar  |
| 2019 | Veldhoven      | Christian Fröhlich  | Jonas Souto         | Christian Fröhlich  | Dmitri Schkudow     | Christoffer Lentz    | Mustafa Alnar          | Sanjin Pehlivanović | Jonas Souto    |

### Schüler
| Jahr | Austragungsort | 14/1 endlos        | 14/1 endlos          | 8-Ball              | 8-Ball                | 9-Ball              | 9-Ball              | 10-Ball             | 10-Ball           |
| Jahr | Austragungsort | Sieger             | Finalist             | Sieger              | Finalist              | Sieger              | Finalist            | Sieger              | Finalist          |
| ---- | -------------- | ------------------ | -------------------- | ------------------- | --------------------- | ------------------- | ------------------- | ------------------- | ----------------- |
| 1986 | Oslo           | Jürgen Bittner     | S. Lennervaal        | Marcus Augst        | Sven Schwarberg       | Pelle Ljungberg     | Dirk Stenten        |                     |                   |
| 1987 | Gevelsberg     | Palle Jennerval    | Jörg Schwarberg      | Guido Eymael        | M. Bjorklund          | Bernd Jahnke        | Pelle Ljungberg     |                     |                   |
| 1988 | Hennef         | Dirk Bastin        | Jörg Schwarberg      | Thomas Colling      | Guido Eymael          | Bernd Jahnke        | Dirk Bastin         |                     |                   |
| 1989 | Leverkusen     | Alexander Markut   | Volker Knittel       | Thomas Colling      | Michael Faltin        | P. Antonsson        | Sven Schwarberg     |                     |                   |
| 1990 | Innsbruck      | Alexander Markut   | Heiko Iserlohe       | Uwe Bastin          | A. Bremner            | Holger Janaszek     | P. Antonsson        |                     |                   |
| 1991 | Leningrad      | Dieter Mussemann   | M. Gassner           | Uwe Bastin          | Marcus McIntyre       | Michael Remy        | A. Ettelin          |                     |                   |
| 1992 | Janköping      | M. Modigh          | Michael Schwendinger | Damir Ziuber        | Ronnie Oldervik       | Marcus Rohe         | M. Bauch            |                     |                   |
| 1993 | Altach         | Andreas Rindler    | Alexander Dremsizis  | Andreas Himmelbauer | A. Bichler            | Jeff Degreef        | Maico Kollmeyer     |                     |                   |
| 1994 | Heerlen        | Marc Holtz         | Thomas Jømne         | Andreas Himmelbauer | Thorsten Hohmann      | T. Sjoberg          | Frode Hammerø       |                     |                   |
| 1995 | Luxemburg      | Thomas Seiffert    | Thomas Jømne         | Thorsten Hohmann    | H. van Leeuwendt      | Dirk Reder          | Zoltan Petrovic     |                     |                   |
| 1996 | Fürth          | Thomas Jømne       | Thomas Seiffert      | Sven Pauritsch      | Lasse Høyvik          | John Vassalos       | Dimitri Jungo       |                     |                   |
| 1997 | Helsinki       | Christian Weigoni  | John Vassalos        | Palle Magnusson     | Erik Weiselius        | John Vassalos       | Dimitri Jungo       |                     |                   |
| 1998 | Enschede       | Lukasz Bartkowski  | Dimitri Jungo        | Marcel Kirsten      | Christian Weigoni     | Dimitri Jungo       | John Vassalos       |                     |                   |
| 1999 | Kielce         | Erik Weiselius     | Karol Skowerski      | Lukasz Bartkowski   | Marcel Kirsten        | Marcel Kirsten      | Andreas Walnum      |                     |                   |
| 2000 | Kiew           | Erik Weiselius     | Karol Skowerski      | Vilmos Földes       | Erik Weiselius        | Vilmos Földes       | Karol Skowerski     |                     |                   |
| 2001 | Komárno        | Sebastian Staab    | Kjetil Fredriksen    | Kamil Gaska         | Markus Hofer          | Nico Seidler        | Mateusz Śniegocki   |                     |                   |
| 2002 | Willingen      | Albin Ouschan      | Kevin Becker         | Hubert Łopotko      | Dennis Jansen         | Marko Schmidt       | Nicolas Ottermann   |                     |                   |
| 2003 | Harkány        | Albin Ouschan      | Hubert Łopotko       | Henrik Asperup      | Bart Wiatrowski       | Marko Schmidt       | Artem Koschowyj     |                     |                   |
| 2004 | Willingen      | Nicolas Ottermann  | Kevin Becker         | Nicolas Ottermann   | Kevin Becker          | Bahram Lotfy        | Hubert Łopotko      |                     |                   |
| 2005 | Kirchberg      | Albin Ouschan      | Nico Wehner          | Bartlomiej Czapla   | Nico Wehner           | Jewhen Nowossad     | Bartlomiej Czapla   |                     |                   |
| 2006 | Kiew           | Ruslan Tschinachow | Andy Fuchs           | Nico Wehner         | Maximilian Lechner    | Ruslan Tschinachow  | Dominic Jentsch     |                     |                   |
| 2007 | Willingen      | Manuel Ederer      | Bartosz Rozwadowski  | Stephen Lammens     | Roman Prutschai       | Roman Prutschai     | Bartosz Rozwadowski |                     |                   |
| 2008 | Willingen      | Ruslan Tschinachow | Ivar Saris           | Ivar Saris          | Wojciech Szewczyk     | Daniel Laszlo       | Konrad Piekarski    |                     |                   |
| 2009 | Bad Wildungen  | Manuel Ederer      | Wojciech Szewczyk    | Marek Kudlik        | Wojciech Szewczyk     | Etienne Hekkelman   | Lars Kuckherm       |                     |                   |
| 2010 | Leende         | Bence Deak         | Adrian Borowiec      | Wojciech Szewczyk   | Finn Eschment         | Bence Varga         | Adrian Borowiec     | Bence Varga         | Wojciech Szewczyk |
| 2011 | Luxemburg      | Dawid Maslow       | Witali Pawluchin     | Witali Pawluchin    | Joshua Filler         | Dawid Maslow        | Joshua Filler       | Witali Pawluchin    | Tian Zhang        |
| 2012 | Brandenburg    | Raphael Wahl       | Joshua Filler        | Joshua Filler       | David Vu              | Andreas Madsen      | Daniel Macioł       | Joshua Filler       | Andreas Madsen    |
| 2013 | Sarajevo       | Joshua Filler      | Krystian Cwikla      | Joshua Filler       | Olivér Szolnoki       | Jan van Lierop      | Raphael Wahl        | Daniel Guttenberger | Kamil Sząszor     |
| 2014 | Portorož       | Daniel Macioł      | Cyriel Ledoux        | Daniel Macioł       | Michal Muklewicz      | Sanjin Pehlivanović | Cyriel Ledoux       | Maxim Dudanez       | Eklent Kaçi       |
| 2015 | St. Johann     | Fjodor Gorst       | Daniel Macioł        | Sanjin Pehlivanović | Eklent Kaçi           | Daniel Macioł       | Kamil Sząszor       | Fjodor Gorst        | Kamil Sząszor     |
| 2016 | Tirana         | Wiktor Zieliński   | Fjodor Gorst         | Sanjin Pehlivanović | Wiktor Zieliński      | Wiktor Zieliński    | Kęstutis Žadeikis   | Sanjin Pehlivanović | Wiktor Zieliński  |
| 2017 | Leende         | Wiktor Zieliński   | Sanjin Pehlivanović  | Sanjin Pehlivanović | Wiktor Zieliński      | Sanjin Pehlivanović | Wiktor Zieliński    | Dmitri Schkudow     | Mustafa Alnar     |
| 2018 | Veldhoven      | Christoffer Lentz  | Jere Virtaranta      | Ivan Galić          | Ole Kristian Rudshavn | Dennis Laszkowski   | Kristian Mrva       | Christoffer Lentz   | Ivan Galić        |
| 2019 | Veldhoven      | Moritz Neuhausen   | Dennis Laszkowski    | Dominik Jastrzab    | Andrei Adziarykha     | Emil André Gangfløt | Szymon Kural        | Szymon Kural        | Dominik Jastrzab  |

### Juniorinnen
| Jahr | Austragungsort | 14/1 endlos          | 14/1 endlos            | 8-Ball                  | 8-Ball                 | 9-Ball                  | 9-Ball               | 10-Ball      | 10-Ball        |
| Jahr | Austragungsort | Sieger               | Finalist               | Sieger                  | Finalist               | Sieger                  | Finalist             | Sieger       | Finalist       |
| ---- | -------------- | -------------------- | ---------------------- | ----------------------- | ---------------------- | ----------------------- | -------------------- | ------------ | -------------- |
| 1993 | Altach         |                      |                        |                         |                        | Christine Feldmann      | A. Haraldson         |              |                |
| 1994 | Heerlen        | Anja Breuers         | I. Kolwratek           |                         |                        |                         |                      |              |                |
| 1995 | Luxemburg      | Anja Breuers         | Janine Schwan          |                         |                        |                         |                      |              |                |
| 1996 | Fürth          | Anja Breuers         | Janine Schwan          |                         |                        |                         |                      |              |                |
| 1997 | Helsinki       | Janine Schwan        | Sandra Boelens         | Sandra Boelens          | Janine Schwan          |                         |                      |              |                |
| 1998 | Enschede       | Janine Schwan        | Jasmin Ouschan         | Janine Schwan           | Trixi Dutz             |                         |                      |              |                |
| 1999 | Kielce         | Jasmin Ouschan       | Sabrina Fritz          | Jasmin Ouschan          | Sabrina Fritz          |                         |                      |              |                |
| 2000 | Kiew           | Jasmin Ouschan       | Veronika Hubrtova      | Jasmin Ouschan          | Sabrina Fritz          |                         |                      |              |                |
| 2001 | Komárno        | Jasmin Ouschan       | Edwige Houlle          | Jasmin Ouschan          | Veronika Hubrtova      |                         |                      |              |                |
| 2002 | Willingen      | Jasmin Ouschan       | Veronika Hubrtova      | Veronika Hubrtova       | Jasmin Ouschan         |                         |                      |              |                |
| 2003 | Harkány        | Jasmin Ouschan       | Tanja Kirschmann       | Jasmin Ouschan          | Tanja Kirschmann       |                         |                      |              |                |
| 2004 | Willingen      | Jasmin Ouschan       | Sandra Baumgartner     | Jasmin Ouschan          | Sabrina Naverschnig    |                         |                      |              |                |
| 2005 | Kirchberg      | Kristina Schagan     | Eleni Athanasiou       | Kristina Schagan        | Jennifer Fleckenstein  |                         |                      |              |                |
| 2006 | Kiew           | Anja Wagner          | Linda Ludwig           | Kim Witzel              | Sabine Bins            | Anja Wagner             | Sabrina Naverschnig  |              |                |
| 2007 | Willingen      | Sabrina Naverschnig  | Anja Wagner            | Rachelle Meyer          | Kim Witzel             | Sabrina Naverschnig     | Kim Witzel           |              |                |
| 2008 | Willingen      | Petra Stadlbauer     | Sabrina Naverschnig    | Anja Wagner             | Sara Trangard          | Kamila Khodjaeva        | Sabrina Naverschnig  |              |                |
| 2009 | Bad Wildungen  | Jasmin Michel        | Darja Sirotina         | Anastassija Netschajewa | Darja Sirotina         | Monika Ząbek            | Kamila Khodjaeva     |              |                |
| 2010 | Leende         |                      |                        | Simone Künzl            | Monika Ząbek           | Anastassija Netschajewa | Natalja Seroschtan   | Simone Künzl | Darja Sirotina |
| 2011 | Luxemburg      | Natalja Seroschtan   | Darja Sirotina         | Anastassija Netschajewa | Ana Gradišnik          | Darja Sirotina          | Natalja Seroschtan   |              |                |
| 2012 | Brandenburg    | Kamila Khodjaeva     | Kateryna Polowyntschuk | Oliwia Czupryńska       | Sylwia Ząbek           | Kamila Khodjaeva        | Ana Gradišnik        |              |                |
| 2013 | Sarajevo       | Veronika Ivanovskaia | Kamila Khodjaeva       | Kateryna Polowyntschuk  | Sabrina Hammer         | Kamila Khodjaeva        | Veronika Ivanovskaia |              |                |
| 2014 | Portorož       | Kristina Tkatsch     | Kamila Khodjaeva       | Kamila Khodjaeva        | Marharyta Fjafilawa    | Kamila Khodjaeva        | Ana Gradišnik        |              |                |
| 2015 | St. Johann     | Diana Khodjaeva      | Emily Heidergott       | Kristina Tkatsch        | Diana Khodjaeva        | Kristina Tkatsch        | Diana Khodjaeva      |              |                |
| 2016 | Tirana         | Kristina Tkatsch     | Dina Fatychowa         | Kristina Tkatsch        | Diana Khodjaeva        | Kristina Tkatsch        | Diana Khodjaeva      |              |                |
| 2017 | Leende         | Kristina Tkatsch     | Weronika Karwik        | Kristina Tkatsch        | Walerija Truschewskaja | Kristina Tkatsch        | Daryna Sirantschuk   |              |                |

### Junioren-Mannschaft
| Jahr | Austragungsort | Sieger       | Finalist       | Halbfinalisten | Halbfinalisten |
| ---- | -------------- | ------------ | -------------- | -------------- | -------------- |
| 1990 | Innsbruck      | Deutschland  | Norwegen       | Österreich     | Schweden       |
| 1991 | Leningrad      | Deutschland  | Österreich     | Norwegen       | Schweiz        |
| 1992 | Janköping      | Deutschland  | Österreich     | Norwegen       | Schweiz        |
| 1993 | Altach         | Norwegen     | Schweden       | Finnland       | Deutschland    |
| 1994 | Heerlen        | Schweden     | Deutschland    | Norwegen       | Finnland       |
| 1995 | Luxemburg      | Deutschland  | Niederlande    | Finnland       | Luxemburg      |
| 1996 | Fürth          | Deutschland  | Finnland       | Großbritannien | Norwegen       |
| 1997 | Helsinki       | Deutschland  | Polen          | Slowakei       | Dänemark       |
| 1998 | Enschede       | Deutschland  | Schweden       | Finnland       | Griechenland   |
| 1999 | Kielce         | Polen        | Griechenland   | Schweiz        | Dänemark       |
| 2000 | Kiew           | Deutschland  | Griechenland   | Österreich     | Polen          |
| 2001 | Komárno        | Dänemark     | Polen          | Deutschland    | Österreich     |
| 2002 | Willingen      | Polen        | Russland       | Dänemark       | Österreich     |
| 2003 | Harkány        | Deutschland  | Polen          | Österreich     | Finnland       |
| 2004 | Willingen      | Dänemark     | Deutschland    | Polen          | Österreich     |
| 2005 | Kirchberg      | Griechenland | Polen          | Tschechien     | Schweden       |
| 2006 | Kiew           | Schweden     | Deutschland    | Niederlande    | Polen          |
| 2007 | Willingen      | Österreich   | Großbritannien | Ungarn         | Ukraine        |
| 2008 | Willingen      | Österreich   | Deutschland    | Polen          | Ungarn         |
| 2009 | Bad Wildungen  | Deutschland  | Russland       | Ungarn         | Österreich     |
| 2010 | Leende         | Deutschland  | Schweden       | Deutschland    | Niederlande    |
| 2011 | Luxemburg      | Polen        | Ungarn         | Deutschland    | Niederlande    |
| 2012 | Brandenburg    | Deutschland  | Russland       | Norwegen       | Polen          |
| 2013 | Sarajevo       | Finnland     | Polen          | Ungarn         | Deutschland    |
| 2014 | Portorož       | Deutschland  | Österreich     | Schweden       | Belarus        |
| 2015 | St. Johann     | Deutschland  | Russland       | Finnland       | Schweiz        |
| 2016 | Tirana         | Deutschland  | Niederlande    | Polen          | Russland       |
| 2017 | Leende         | Deutschland  | Polen          | Russland       | Niederlande    |

### Schüler-Mannschaft
| Jahr | Austragungsort | Sieger      | Finalist    | Halbfinalisten | Halbfinalisten |
| ---- | -------------- | ----------- | ----------- | -------------- | -------------- |
| 1986 | Oslo           | Deutschland | Schweden    | Schweiz        |                |
| 1987 | Gevelsberg     | Deutschland | Schweden    | Schweiz        |                |
| 1988 | Hennef         | Deutschland | Schweden    | Österreich     | Großbritannien |
| 1989 | Leverkusen     | Schweden    | Deutschland | Österreich     | Schweiz        |
| 1990 | Innsbruck      | Schweden    | Österreich  | Deutschland    | Norwegen       |
| 1991 | Leningrad      | Finnland    | Deutschland | Schweden       | Norwegen       |
| 1992 | Janköping      | Norwegen    | Finnland    | Schweden       | Deutschland    |
| 1993 | Altach         | Norwegen    | Österreich  | Schweden       | Deutschland    |
| 1994 | Heerlen        | Schweden    | Deutschland | Finnland       | Norwegen       |
| 1995 | Luxemburg      | Deutschland | Finnland    | Österreich     | Norwegen       |
| 1996 | Fürth          | Deutschland | Norwegen    | Schweden       | Polen          |
| 1997 | Helsinki       | Deutschland | Österreich  | Norwegen       | Griechenland   |
| 1998 | Enschede       | Schweden    | Polen       | Norwegen       | Griechenland   |
| 1999 | Kielce         | Polen       | Norwegen    | Deutschland    | Österreich     |
| 2000 | Kiew           | Polen       | Deutschland | Norwegen       | Schweden       |
| 2001 | Komárno        | Deutschland | Polen       | Finnland       | Norwegen       |
| 2002 | Willingen      | Deutschland | Österreich  | Luxemburg      | Finnland       |
| 2003 | Harkány        | Deutschland | Dänemark    | Österreich     | Polen          |
| 2004 | Willingen      | Österreich  | Ukraine     | Deutschland    | Polen          |
| 2005 | Kirchberg      | Deutschland | Polen       | Österreich     | Niederlande    |
| 2006 | Kiew           | Russland    | Deutschland | Österreich     | Finnland       |
| 2007 | Willingen      | Russland    | Österreich  | Polen          | Niederlande    |
| 2008 | Willingen      | Deutschland | Polen       | Österreich     | Niederlande    |
| 2009 | Bad Wildungen  | Niederlande | Deutschland | Polen          | Russland       |
| 2010 | Leende         | Ungarn      | Polen       | Deutschland    | Russland       |
| 2011 | Luxemburg      | Deutschland | Russland    | Finnland       | Polen          |
| 2012 | Brandenburg    | Polen       | Deutschland | Norwegen       | Russland       |
| 2013 | Sarajevo       | Niederlande | Litauen     | Nordzypern     | Russland       |
| 2014 | Portorož       | Polen       | Russland    | Österreich     | Deutschland    |
| 2015 | St. Johann     | Deutschland | Polen       | Niederlande    | Nordzypern     |
| 2016 | Tirana         | Deutschland | Russland    | Polen          | Dänemark       |
| 2017 | Leende         | Finnland    | Polen       | Dänemark       | Deutschland    |